# 富山ターミナルビル
富山ターミナルビル株式会社（とやまターミナルビル）は、富山県富山市に本社を置くJR西日本SC開発（JR西日本ショッピングセンターカンパニー）の子会社。不動産・駅ビル関連やショッピングセンターの開発・運営などを担う。

## 運営施設
- マルート
- とやマルシェ
- マリエとやま